# Vlag van oblast Omsk
De vlag van Omsk bestaat uit drie verticale banen, waarvan de buitenste rood zijn en de binnenste wit. Doorheen de witte baan loopt een golvende, verticale blauwe lijn. De vlag is in gebruik sinds 17 juni 2003.
De vlag werd in 2002 gekozen uit de inzendingen van een ontwerpwedstrijd. De rode banen staan voor moed, dapperheid en schoonheid, het staat ook voor leven, barmhartigheid en liefde, het wit staat voor de schoonheid van de besneeuwde Siberische landschappen, het geeft ook de klimatologische kenmerken van Siberische weer. De blauwe lijn staat voor de rivier de Irtysj, de belangrijkste rivier van de oblast. Blauw symboliseert ook schoonheid, grootsheid en zachtheid.